# Игра на тронове
Вижте пояснителната страница за други значения на Игра на тронове.
Игра на тронове (на английски: A Game of Thrones) е първият роман от поредицата „Песен за огън и лед“ на американския писател Джордж Р. Р. Мартин. Публикувана е за първи път на 6 август 1996 г. Печели наградата „Локус“ през 1997 и е номиниран за наградата „Небюла“ и Световната награда за фентъзи. През януари 2011 романът става бестселър на Ню Йорк Таймс и достига №1 в класацията през юли 2011. 
В романа, представящ различни гледни точки и сюжетни линии, Мартин представя сюжетните линии на благородническите домове от Вестерос, Стената и Таргариенците. Книгата е основа на първия сезон на сериала Игра на тронове на телевизия HBO.

## Награди и номинации
- Награда Локус за най-добър роман.[3]
- номинация – Награда Небюла за най-добър роман.[3]
- номинация – Световна награда за фентъзи за най-добър роман.[3]

## Издания на български език
- 2001 – Издателство: „Бард“. (ISBN 9789545852930)